# Fisioterapia

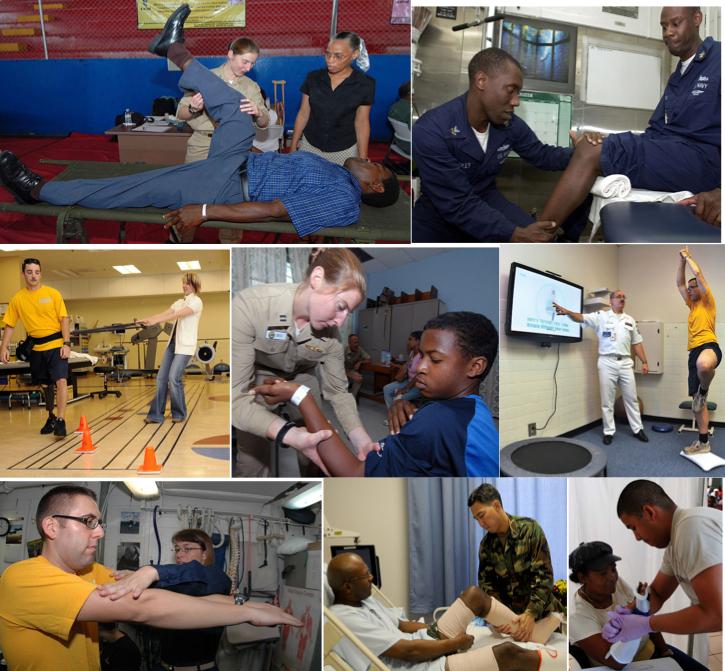
Fisioterapisti al lavoro

La fisioterapia (dal greco Φυσιο = naturale e θεραπεία = terapia) è una branca della medicina che si occupa della cura e riabilitazione dei pazienti affetti da patologie o disfunzioni congenite o acquisite in ambito muscolo-scheletrico, neurologico e viscerale. 

## Storia
Si ritiene che medici dell'antichità quali, Ippocrate e successivamente Galeno possano essere considerati i primi praticanti di Fisioterapia. Essi proponevano trattamenti come il massaggio, tecniche di terapia manuale e idroterapia già nel 480 a.C.

Clément Joseph Tissot, Ginnastica medico-chirurgica (Gymnastique médicinale et chirurgicale), 1782

Con lo sviluppo dell'Ortopedia durante il diciottesimo secolo, si iniziò a curare la gotta e disturbi simili sviluppando esercizi sistematici delle articolazioni che anticipavano i successivi sviluppi della fisioterapia. Si iniziarono ad inventare macchine come il Gymnasticon.
Le prime origini documentate della fisioterapia moderna risalgono al francese Clément Joseph Tissot (1780) e allo svedese Pehr Henrik Ling, padre della "ginnastica svedese", che fondò nel 1813 il "Royal Central Institute of Gymnastics" (RCIG) per massaggi, manipolazioni ed esercizi. Fino al 2014 la parola svedese per fisioterapista era “sjukgymnast” = “ginnasta dei malati”. Il titolo è stato poi cambiato in fysioterapeut (fisioterapista), la parola usata negli altri paesi scandinavi.  Nel 1887, i fisioterapisti ottennero la registrazione ufficiale presso il Consiglio Nazionale Svedese per la salute e il Welfare.
Presto la Fisioterapia venne riconosciuta in altre nazioni: nel 1894 fu fondata nel Regno Unito la "Chartered Society of Physiotherapy", nel 1913 alla Università di Otago in Nuova Zelanda la "School of Physiotherapy", e nel 1914 la "United States' Reed College" a Portland.
Nel marzo del 1921, negli Stati Uniti, viene pubblicato il primo lavoro di ricerca sulla "PT Review". Nasce la Physical Therapy Association (oggi "American Physical Therapy Association")(APTA), fondata da Mary McMillan.
Nel 1924, la Georgia Warm Springs Foundation propose la fisioterapia come trattamento per la poliomielite.
Nel 1921 fu fondata negli Stati Uniti la prima associazione professionale, chiamata American Women's Physical Therapeutic Association, che nel corso del tempo è diventata l'attuale APTA (American Physical Therapy Association), che attualmente rappresenta circa 76 000 membri negli Stati Uniti. L'APTA definisce la Fisioterapia come: "applicazione clinica del recupero, mantenimento, e promozione della funzione fisica ottimale."
Durante gli anni '40 i trattamenti consistevano essenzialmente in esercizi, massaggi e trazioni. Procedure manipolative del rachide e delle articolazioni delle estremità cominciarono ad essere praticate, specie nei paesi del Commonwealth britannico, durante i primi anni cinquanta. Da allora l'attività dei fisioterapisti cominciò ad uscire dall'ambito strettamente ospedaliero diffondendosi anche nei centri di ortopedia, nelle scuole, nelle strutture geriatriche, nei centri di riabilitazione.
L'APTA, nel 1974 fondò la prima negli Stati Uniti Sezione Specializzata di Fisioterapia Ortopedica, formata dai fisioterapisti specializzatisi in quella materia
Sempre nel 1974, fu fondata la International Federation of Orthopaedic Manipulative Physical Therapists che ha giocato un ruolo importante nello sviluppo della Terapia Manuale in tutto il mondo.

## Caratteristiche
Gli interventi e le attività attraverso molteplici trattamenti terapeutici, quali: terapia fisica, terapia manuale/manipolativa, massoterapia, terapia posturale, chinesiterapia e altre. La fisioterapia è praticata da operatori sanitari (fisioterapista) appartenenti alla classe delle professioni sanitarie della riabilitazione, che esercitano le proprie competenze con titolarità e autonomia professionale, in ambito libero professionale oppure in contesto di équipe multidisciplinare insieme ad altre professioni sanitarie.
Il fisioterapista gestisce il paziente nel recupero funzionale per quanto concerne le menomazioni e le disabilità motorie qualunque ne sia la causa.
Elabora e attua sotto la propria responsabilità le metodologie riabilitative di base e speciali.
Il fisioterapista, quindi, in fase clinica di post-acuzie utilizza tecniche terapeutiche basate sull'esercizio miranti al recupero di abilità perdute a causa di un evento morboso recente, applicando metodiche di base e tecniche speciali per il raggiungimento dello scopo.
Questo include il benessere fisico, psicologico, emozionale e sociale. Ciò richiede l'interazione tra il medico, il fisioterapista, il paziente, l'équipe riabilitativa, le famiglie, i care-givers, case-managers, le comunità.
La fisioterapia può intervenire in diversi campi d'azione in cui si incontrano patologie osteo-neuromuscolari: ortopedia, neurologia, reumatologia, geriatria, cardiologia, pneumologia, pediatria, stomatognatica urologia e ginecologia.
Il fisioterapista può esercitare la sua professione in varie modalità: in ambito pubblico o privato, come libero professionista o dipendente presso ospedali o cliniche, presso servizi di riabilitazione, presso servizi di assistenza domiciliari, in ambulatorio o studio professionale, presso centri di ricerca, ospizi, scuole, università, industrie, farmacie, associazioni sportive.
La formazione risulta sensibilmente variabile da Paese a Paese. Il percorso formativo spazia da Paesi che prevedono una formazione di livello universitario di 3 anni +2 anni facoltativi  (Italia) ad altri che prevedono una breve istruzione formale.
A partire dal 1999, in Italia, la formazione del fisioterapista, è di competenza delle sole Università; in particolare il percorso accademico rientra nella classe delle professioni sanitarie della riabilitazione L-SNT/02 ed è collocato all'interno delle strutture dipartimentali.

## Scopi del trattamento
Riduzione e annullamento del dolore e di altri sintomi e segni di sofferenzaTrattamento da effettuarsi già a partire dalle condizioni più acute e severe, in modo da anticipare il più possibile l'azione benefica e di sollievo; allo stesso tempo la precocità dell'intervento terapeutico è di prevenzione rispetto alla rapida strutturazione di compensi statico-dinamici e danni tissutali (contratture, fibrosi, alterazioni del microcircolo locale, alterazione della conduzione nervosa, modificazione della percezione corporea e motoria con tutto ciò che ne può derivare, ecc.).
Normalizzazione delle strutture neuro-muscolo-scheletriche disfunzionali e sintomaticheCon riferimento a limitazioni nella mobilità articolare o nell'equilibrio di forze e tensioni muscolari, coordinazione ed efficacia nell'azione muscolare, recupero di conduttività neurale ed efficacia della circolazione sanguigna e linfatica, distribuzione corretta della mobilità multisegmentaria e ripristino di adeguate e fisiologiche sinergie motorie e funzionali.
Riabilitazione funzionaleI risultati ottenuti vanno integrati nella funzionalità quotidiana, con recupero della più normale vita di relazione e lavorativa. Allo stesso tempo, il problema iniziale va ricondotto alla sua giusta dimensione, nella considerazione del paziente stesso, ma anche valutato nelle sue più chiare ed ampie caratteristiche da un punto di vista clinico in modo da mantenere, nell'équipe terapeutica, un valido e opportuno orientamento.

## Normativa italiana
In Italia, a norma di legge, le scienze fisioterapiche possono essere praticate da: fisioterapisti con laurea (Dottori in Fisioterapia) o fisioterapisti con laurea quinquennale (Dottori Magistrali in Scienze Riabilitative delle Professioni Sanitarie, qualora abbiano precedentemente conseguito la Laurea in Fisioterapia o titolo equipollente).
Queste figure sono abilitate a svolgere in via autonoma, o in collaborazione con altro personale sanitario, gli interventi di prevenzione, cura e riabilitazione nelle aree della motricità, delle funzioni corticali superiori, e di quelle viscerali conseguenti ad eventi patologici, a varia eziologia, congenita o acquisita, e il loro intervento può avvenire insieme con altri professionisti sanitari, come il logopedista, l'infermiere, il terapista occupazionale, medico di medicina generale, l'ortopedico, il neurologo, il cardiologo, lo pneumologo, il neuropsichiatra, il fisiatra, l'educatore professionale ecc.
In Italia, il Ministero della Sanità ha da prima individuato con il decreto n.741 del 14 settembre 1994, la figura e il profilo professionale del fisioterapista, e successivamente, con decreto ministeriale del 27 luglio 2000 e successive integrazioni ha specificato quali siano i titoli, conseguiti nel previgente ordinamento cioè prima dell'istituzione dei Corsi di Laurea e Laurea Magistrale in Fisioterapia, da ritenere equipollenti o equivalenti.
Ad oggi, nel vigente ordinamento, è possibile praticare la fisioterapia soltanto conseguendo il relativo titolo di studio e di abilitazione, di converso i laureati in medicina e chirurgia non possono effettuare tale terapia riabilitativa. L'8 settembre 2022 il Ministro della Salute, Roberto Speranza, ha firmato il Decreto ministeriale che segna istituzione dell’Ordine professionale dei Fisioterapisti e della relativa Federazione degli Ordini della Professione Sanitaria di Fisioterapista (https://www.fnofi.it/blog/il-ministro-roberto-speranza-annuncia-la-firma-del-decreto-nascono-gli-ordini-dei-fisioterapisti/). Il Decreto è stato pubblicato in Gazzetta Ufficiale il 22 novembre (https://www.gazzettaufficiale.it/eli/id/2022/11/30/22G00193/sg). Oggi la Federazione nazionale FNOFI è quindi il quarto Ordine professionale per dimensioni numeriche (con 69.950 fisioterapisti iscritti), nell'ambito delle professioni sanitarie, e vede la presenza di trentotto Ordini territoriali.